# 茶茶牙賴山野生動物重要棲息環境
茶茶牙賴山野生動物重要棲息環境位於臺灣屏東縣，為依據《野生動物保育法》公告之野生動物重要棲息環境，最高處為中央山脈末端之茶茶牙頓山，標高1,326公尺。區域內有特有種植物台灣穗花杉，並有台灣獼猴、鼬獾、台灣野山羊等哺乳動物及藍腹鷴等雉科鳥類分布。本區範圍東界為屏東和臺東兩縣交界處，東北方緊臨大武臺灣油杉自然保護區，是另一個由林務局主管的自然保護區。